# Награды Академии наук СССР
Медали и премии АН СССР — награды, которые присуждались от имени АН СССР в целях поощрения учёных за научные труды, научные открытия и изобретения, имеющие важное значение для науки и практики.

## О конкурсах
Золотые медали присуждаются «за выдающиеся научные работы, открытия и изобретения или по совокупности работ большого научного и практического значения».
Премии присуждаются «за отдельные лучшие научные работы, открытия, изобретения, а также за серии научных работ по единой тематике».
Награды присуждаются в дни рождения учёного, именем которого названа медаль или премия, но могут присуждаться в другую в знаменательную дату, связанную с его жизнью и деятельностью.
В конкурсах на соискание золотых медалей могут участвовать лишь отдельные лица персонально. Премии присуждаются за отдельные выдающиеся научные работы, открытия, изобретения, а также за серии научных работ по единой тематике. На соискание премий могут быть представлены работы или серии работ единой тематики, как правило, отдельных авторов. При представлении работ выдвигаются лишь ведущие авторы, причём не более трёх человек.
Исторически после революции награды и премии присуждались до 1920 года, после этого традиция прервалась и до 1934 года, когда АН СССР переехала в Москву и были введены две новых премии: имени Д. И. Менделеева и И. П. Павлова, но награждения происходили бессистемно.
В 1959 году вышло решение Президиума АН СССР, определявшее основные принципы присуждения наград:
- Высшей наградой Академии Наук является большая золотая медаль имени М. В. Ломоносова, которая присуждается ежегодно с 1959 года, её вручают отечественным и иностранным учёным за выдающиеся достижения в области естественных и гуманитарных наук.
- Персональные премии присуждаются с периодичностью раз в три года.
- Золотые медали присуждаются с периодичностью раз в пять лет.

Сведения о лауреатах отечественных академических премий приводились в специальной печати (хурналах «Вестник АН СССР», «Известия АН СССР» и с 1989 года — в газете «Поиск»).

## Премии и медали
|                                                                                       |                   |                 | Медаль премия | М. В. Ломоносова    | в области естественных и гуманитарных наук1                 |                    | Медаль и премия РАН |
| 1 Присуждаются ежегодно две медали: одна — российскому, другая — иностранному учёному |                   |                 |               |                     |                                                             |                    |                     |
| Предтеча                                                                              | Учреждена АН СССР | Первое вручение | Награда       | В честь             | Формулировка                                                | последнее вручение | Наследник           |
|                                                                                       |                   |                 |               |                     |                                                             |                    |                     |
| Учреждена                                                                             | 1956              | не позднее 1965 | Премия        | Н. Г. Чернышевского | за выдающиеся научные работы в области общественных наук    | не ранее 1967      | Упразднена          |
| Учреждена                                                                             | 1969              | 1971            | Премия        | Г. В. Плеханова     | за выдающиеся научные работы в области философии            | 1991               | Премия РАН          |
|                                                                                       |                   |                 |               |                     |                                                             |                    |                     |
| Учреждена                                                                             | 1947              | 1950            | Премия        | В. Г. Белинского    | в области литературной критики, теории и истории литературы | не ранее 1985      | Упразднена          |
| Учреждена                                                                             | 1969              | 1971            | Премия        | А. С. Пушкина       | в области русского языка и литературы                       | 1990               | Премия РАН          |
|                                                                                       |                   |                 |               |                     |                                                             |                    |                     |
| Премия имени Попова                                                                   | 1959              | 1962            | Премия        | А. С. Попова        | в области радиотехники и электроники                        | 1989               | Упразднена          |
| Учреждена                                                                             | 1945              | н/д             | Медаль        | А. С. Попова        | в области радиотехники и электроники                        | н/д                | Медаль РАН          |

| 1956                             | Премия | М. В. Ломоносова         | в области физики | н/д  |
| 1957                             | Медаль | Леонарда Эйлера          | в области математики, теоретической физики и механики                                                                                                 | 1957 |
| 1947                             | Премия | Н. И. Лобачевского       | в области геометрии | 1991 |
| 1944                             | Премия | П. Л. Чебышёва           | за лучшие исследования в области математики и теории механизмов и машин                                                                               | 1991 |
|                                  |        |                          | |      |
| 1942                             | Премия | С. А. Чаплыгина          | за лучшую оригинальную работу по теоретическим исследованиям в области механики                                                                       | 1970 |
|                                  |        |                          | |      |
| 1946(Сведения о вручении с 1950) | Премия | Ф. А. Бредихина          | в области астрономии | 1990 |
|                                  |        |                          | |      |
| 1934                             | Премия | Д. И. Менделеева         | в области химии и химической технологии | 1985 |
| 1965                             | Медаль | Д. И. Менделеева         | в области химической науки и технологии | 1991 |
| 1944                             | Премия | С. В. Лебедева           | в области химии и химической технологии синтетического каучука и других полимеров                                                                     | 1985 |
| 1956                             | Премия | А. М. Бутлерова          | в области органической химии | н/д  |
| 1949                             | Премия | Н. Д. Зелинского         | в области химии и химии нефти | н/д  |
| 1947                             | Премия | Е. С. Федорова           | в области кристаллографии | н/д  |
| 1948                             | Премия | П. П. Аносова            | в области металлургии | н/д  |
|                                  |        |                          | |      |
| 1945                             | Премия | А. Е. Ферсмана           | за выдающиеся научные работы по минералогии и геохимии                                                                                                | 1991 |
| 1946                             | Премия | А. П. Карпинского        | в области геологии | н/д  |
|                                  |        |                          | |      |
| 1946                             | Премия | В. В. Докучаева          | в области почвоведения | н/д  |
| 1941(Сведения о вручении с 1932) | Премия | К. А. Тимирязева         | в области физиологии растений и др. | 1991 |
| 1962                             | Медаль | имени Д. Н. Прянишникова | за выдающиеся работы в области питания растений и применения удобрений                                                                                | 1992 |
| 1944(Сведения о вручении с 1946) | Премия | В. Л. Комарова           | в области ботаники | 1990 |
| 1940(Сведения о вручении с 1961) | Премия | А. О. Ковалевского       | в области эмбриологии | 1991 |
| 1943                             | Премия | В. И. Вернадского        | в области биогеохимии и смежных наук | 1981 |
| 1965                             | Премия | Н. И. Вавилова           | в области генетики | н/д  |
| 1934                             | Премия | И. П. Павлова            | в области физиологии | 1979 |
| 1956                             | Премия | И. М. Сеченова           | в области общей физиологии | н/д  |
| 1950                             | Медаль | И. П. Павлова            | в области физиологии высшей нервной деятельности и висцеральных систем                                                                                | 1991 |
| 1945                             | Премия | И. И. Мечникова          | за выдающиеся работы в области иммунологии, сравнительной и экспериментальной патологии и крупные научные достижения в области биологии и биомедицины | 1987 |
| 1946                             | Премия | А. Н. Баха               | за выдающиеся работы по биохимии | 1987 |